# 12 Pułk Piechoty (austro-węgierski)
Węgierski Pułk Piechoty Nr 12 (niem. Ungarisches Infanterieregiment Nr. 12) – pułk piechoty cesarskiej i królewskiej Armii.

## Historia pułku
Pułk został utworzony w 1702 roku. 
Okręg uzupełnień nr 12 Komarno na terytorium 5 Korpusu.
Kolory pułkowe: ciemny brąz (dunkelbraun), guziki złote.
W 1873 roku sztab pułku stacjonował w Hradcu Králové, komenda uzupełnień oraz batalion zapasowy w Písku.
W latach 1908–1911 pułk stacjonował w Znojmo–Klosterbruck z wyjątkiem 4. batalionu, który załogował w Komarnie.
W latach 1912–1914 komenda pułku razem z 1. i 2. bataliony stacjonowała w Znojmo, 3. batalion w Komarnie, a 4. batalion był detaszowany w Sarajewie. Pułk (bez 3. i 4. batalionu) wchodził w skład 7 Brygady Piechoty należącej do 4 Dywizji Piechoty, 3. batalion wchodził w skład 66 Brygady Piechoty należącej do 33 Dywizji Piechoty, natomiast detaszowany 4. batalion był podporządkowany komendantowi 9 Brygady Górskiej należącej do 1 Dywizji Piechoty.

## Szefowie pułku
Kolejnymi szefami pułku byli:

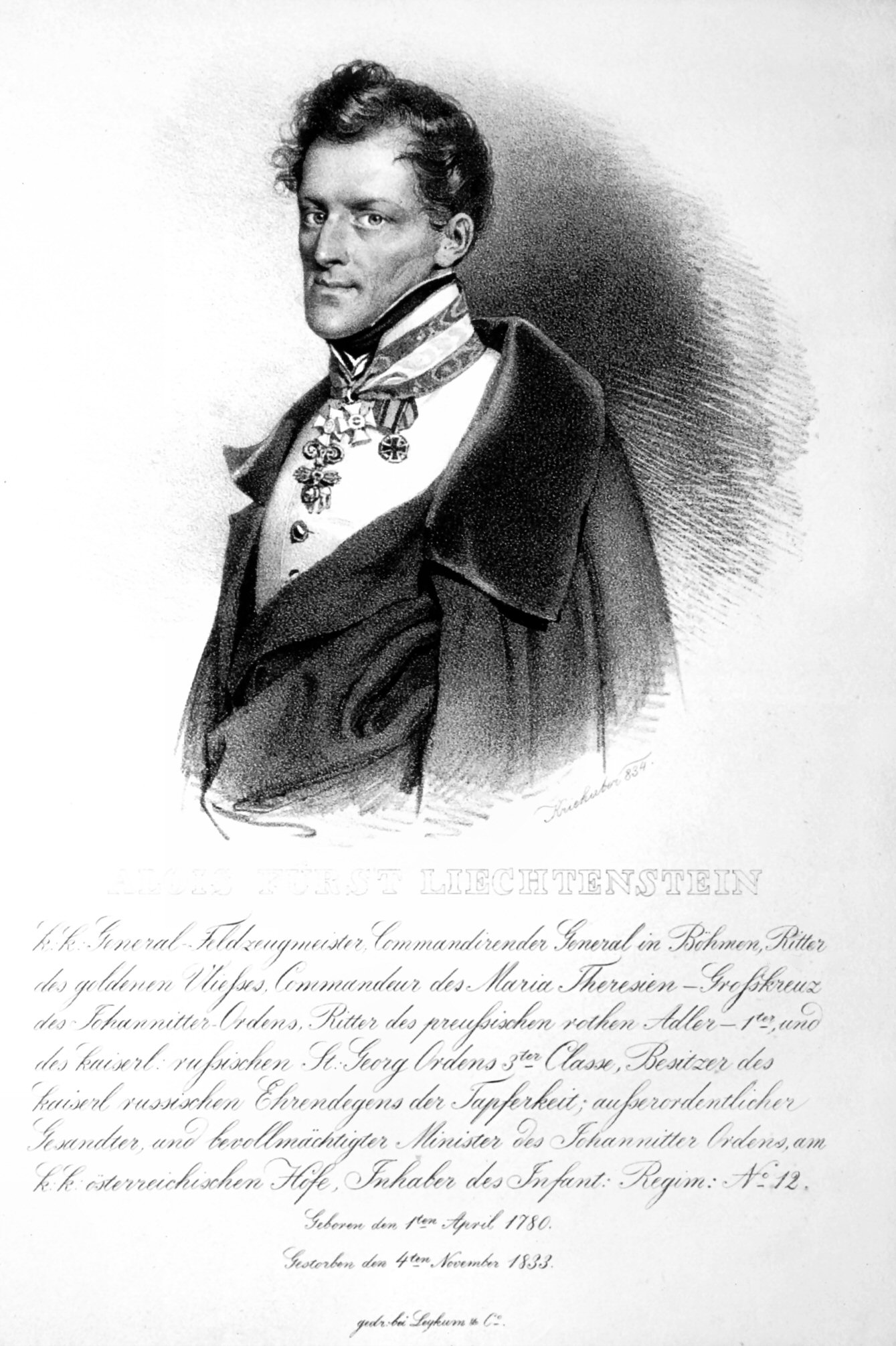
FZM Alois Gonzaga von Liechtenstein

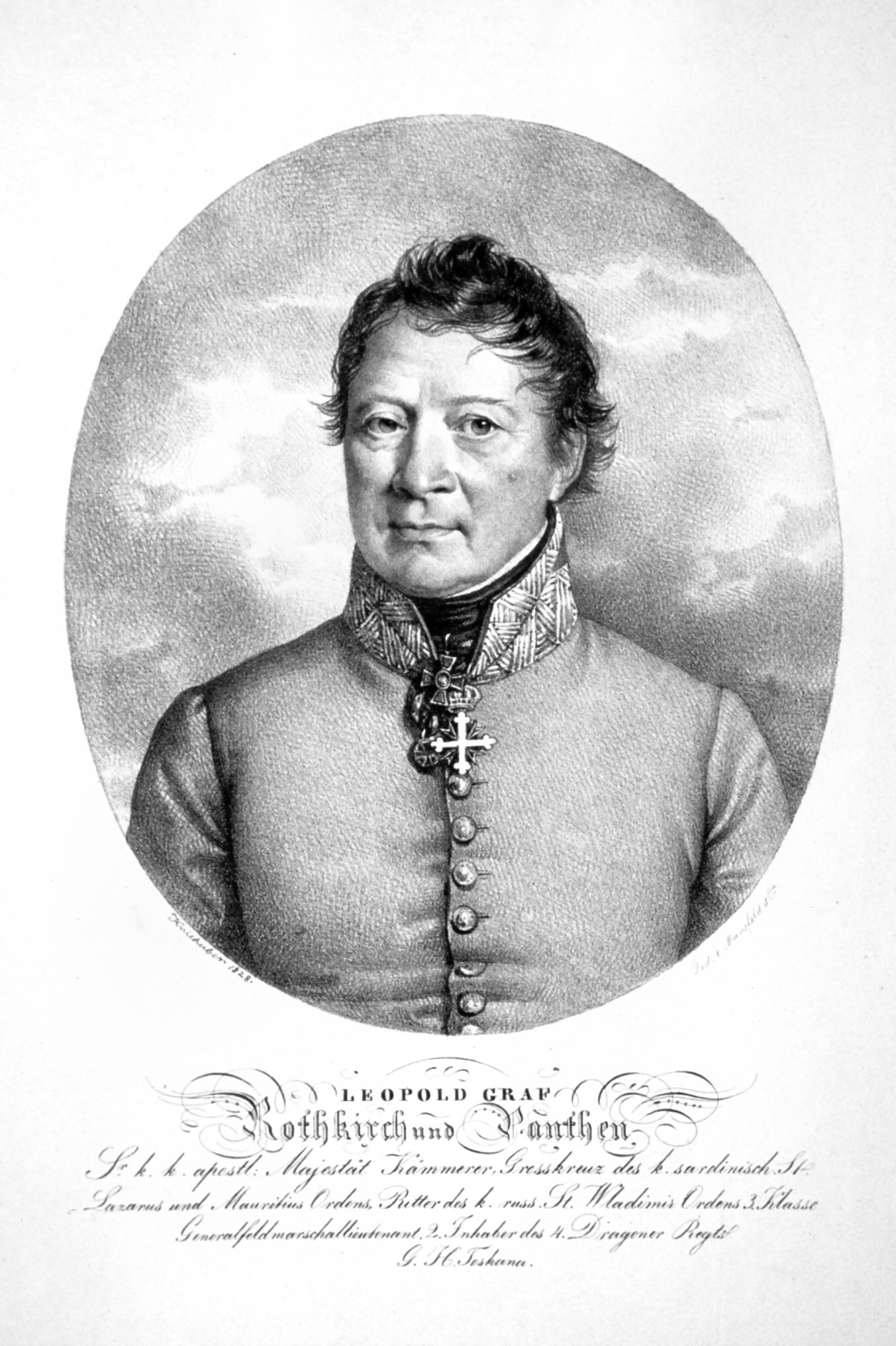
FML Leopold Graf Rothkirch und Panthen

- FM Hubert Dominik Du Saix d'Arnant (1704 – †15 VIII 1729),
- FZM Alois Gonzaga von Liechtenstein(inne języki) (1809 – †4 XI 1833),
- FML Leonhard (Leopold) von Rothkirch und Panthen (1834 – †29 III 1839),
- FZM arcyksiążę Wilhelm Franz Karl (1842 – †29 VII 1894),
- FZM Georg Kovács von Mád (1894 – †1 VII 1901),
- FZM Moritz Schmidt (1901 – †11 VIII 1903),
- GdI Oskar Parmann (1904 – †12 I 1916)[1].

## Komendanci pułku
- ppłk Engelbert von Plischau (1701–1703)
- płk Hubert Dominik Du Saix d'Arnant (1704)
- płk Engelbert von Plischau (1705–1707)
- płk Anton von Sossai (1846–1848)
- płk Joseph von Martini (1848–1849)
- płk Wilhelm Marsano (1849–1850)
- płk Michael Bajzáth von Peszak (1850–1853)
- płk Karl Verannemann von Watervliet (1853–1859)
- płk Leopold Kreysser von Kreyssern (1859–1866)
- płk August Würth von Hartmühl (1866–1872)
- płk Heinrich Kirsch (1872–1874)
- płk Moritz Perin von Wogenburg (1891–1896 → stan spoczynku, 16 VII 1907 mianowany tytularnym generałem majorem)
- płk Karl Pukl (1896 – )
- płk Gregor Miscevic (1903–1908)
- płk Godwin von Lilienhoff-Adelstein (1909–1912)
- płk Josef Leide (1913–1914[1])